# Ahuachapán
Ahuachapán es la capital del departamento de Ahuachapán y una de las ciudades más importantes de la zona occidental de El Salvador. Además, es un distrito del municipio Ahuachapán Centro. Tiene una superficie de 244,84 km² y una población de 127 301 habitantes según el censo oficial de 2024.

## Datos básicos
- La extensión de su término municipal es de 244,84 km².
- Su población es de 127 301 habitantes (2024).
- Fundación: 9 de febrero de 1869
- Densidad: 519.94 hab/km².

| Censo | Población | Cambio | Porcentaje |
| ----- | --------- | ------ | ---------- |
| 2007  | 110 511   | N/D    | N/D        |
| 2024  | 127 301   | 16 790 | 15.2%      |

## Toponimia
El nombre de "Ahuachapán" se deriva de las palabras náhuatl: 
- “Ahua”, que significa “Roble” o “Encino”.
- “Cha”, que significa “Casa”.
- “Pan”, cuyo significado es “Lugar”.

De esta manera, el significado del nombre es “Ciudad de las Casas de Encino”.

## Historia
Ahuachapán fue fundado en el siglo V por los mayas de la tribu pokomames, y sometida en el siglo XV por belicosos nahuablantes de los izalcos. Gradualmente la región fue invadida por los españoles.
En el 8 de mayo de 1586, fray Alonso Ponce, durante su visita a los conventos franciscanos entre México y Nicaragua en calidad de comisario general de la Orden de San Francisco, pasó por Ahuachapán después de salir de Jalpatagua. Según el fraile, residía en el pueblo un clérigo franciscano que lo recibió en su casa. Describió que se labraban en el pueblo "tinajas, cántaros y cantarillas y jarros de barro colorado, muy bueno todo y muy curioso." Quedó en el pueblo hasta la madrugada del siguiente día en que pasó hacia Atiquizaya, pasando primero por una estancia perteneciente al mismo clérigo de Ahuachapán. En el 5 de julio del mismo año, pasó de nuevo el fraile Alonso Ponce después de salir de Apaneca y pasar por Ataco. Halló de nuevo al mismo clérigo y permaneció unas horas hasta salir en la tarde hacia Jalpatagua.

### Pos-independencia
En el 22 de agosto de 1823, se le dio el título de villa al pueblo de Ahuachapán.
En el informe de mejoras materiales del departamento de Sonsonate hecho por el gobernador Teodoro Moreno en el 21 de junio de 1854, notó: "Se está edificando el cabildo, dándole una capacidad suficiente para contener tres oficinas: hay abundantes materiales; sin embargo a causa de las lluvias se ha suspendido esta obra, que deberá ser de azotea. Hay suficientes materiales para la construcción de una cárcel, destinada a la recepción de los reos enfermos; obra exclusiva de su actual Juez de 1ª instancia Sr. Lic. D. Quirino Escalón. La Iglesia parroquial ha recibido grandes mejoras, que le ha procurado su benemérito Cura el Sr. Dr. D. Isidro Menéndez. Para el mes de Agosto próximo estará concluido el altar mayor: es una obra primorosa y de buen gusto: quedará también concluido el enlosado del atrio, y la alameda que deberá circunvalar aquel edificio."
En el informe del 6 de septiembre el gobernador Tomás Medina, notó: "Se han compuesto únicamente los caminos reales."
En el informe del 12 de octubre, el gobernador Tomás Medina, notó: "En una de las entradas de aquella Villa se hizo una calzada de más de 200 varas, según el informe que tengo a la vista."
En 1862, dos individuos de la cámara de diputados hicieron una proposición para que a las villas de Ahuachapán y Metapán se les conceden el título de ciudad en recompensa de sus servicios y patriotismo y por tener los elementos necesarios para tener ese título, la cámara acordaron de conformidad y fue mandada a la cámara de senadores quienes la conformaron en el 19 de febrero. La orden legislativa fue aprobada y ejecutada por el presidente Gerardo Barrios en el 21 de febrero, fue publicada en la Gaceta Oficial en el 22 de febrero.
En el 19 de diciembre, alrededor de las 7:30 p. m., ocurrió un temblor que hizo grandes estragos, especialmente en Metapán y Ahuachapán.
El alcalde electo para el año de 1863 era el señor don Antonio Tobar. En el 28 de marzo del mismo año, a las 6:00 a. m., una división guatemalteca de 500 a 700 hombres al mando del comandante general del departamento de Jutiapa Leandro Navas invadieron a Ahuachapán. La tropa de Ahuachapán contaba con solo 67 hombres. El fuego duró 3 horas. Murieron 13 soldados, el teniente coronel comandante don Francisco Morán, el capitán don Vicente Madrid, el teniente don Eduardo Mendoza y el subteniente don Vicente Salinas. Las tropas guatemaltecas se llevaron 30 prisioneros. Al salir de la población incendiaron el convento y dos casas y saquearon varias casas de particulares y se llevaron el producto de la renta de aguardiente.
En el año de 1867, el sector agrícola del municipio produjo 8,200 quintales de café (procedentes de 70 fincas de café), 7,200 quintales de mascabado y 5,000 arrobas de azúcar.
Después de que se reglamentó la Policía Rural con Jueces de Policía rural en el 16 de mayo de 1868, se nombró a don Honorato Rodríguez como Juez de Policía Rural del distrito de Ahuachapán.
El 9 de febrero de 1869 obtuvo el título de capital departamental.
En 1881, se vio la necesidad de la creación de una institución de salud en la ciudad y en el 12 de junio del mismo año se celebró la primera sesión de la Junta de Caridad de Ahuachapán que se puso al frente de su establecimiento. Se ocuparon de la redacción de un reglamento, redactado por el doctor Isidro Magaña y luego aprobado por el gobierno.
El señor Francisco Antonio Llanos, quien había obtenido autorización del Consejo Superior de Instrucción Pública para abrir un establecimiento de enseñanza primaria y secundaria, dispuso fundar un colegio en Ahuachapán, donde se carecía de un instituto de ese género. Por esto, en el 17 de enero de 1882, el Ministerio de Instrucción Pública acordó subvencionar con la cantidad de 100 pesos mensuales a dicho establecimiento para que en él se dé grátis la enseñanza. En el 19 de enero de 1882, se inauguró el Colegio Nacional de Ahuachapán que se estableció en la casa del señor don Adrián Magaña. En el acta de apertura, el director Francisco Antonio Llanos dio un discurso. Las primeras clases abrieron en el 23 de enero con 20 estudiantes.
En el 18 de diciembre de 1882, el gobierno, a solicitud de los vecinos del Cantón Las Chinamas, fundó una escuela primaria de niños en el mismo cantón.
El Hospital de Ahuachapán fue abierto en el 8 de julio de 1883 ante la concurrencia de la población. El edificio del hospital fue bendecido por el presbítero José Rosales con acompañamiento del Te Deum entonado por la banda militar; tuvieron lugar discursos intermediados por música y pronunciados por Rómulo Calderón y Luis Quinteros así como una composición leída por el doctor Francisco A. Llanos, y en seguida varias señoras tocaron varias piezas en el piano; la celebración concluyó con la lectura del acta de la Junta de Caridad declarando la inauguración del hospital a las dos de la tarde. La descripción de la celebración así como el acta de la junta fueron remitidas por el Hermano Mayor de la junta, Francisco Menéndez, al gobierno en el 10 de julio de 1883.

En la sala del Hospital de Ahuachapán, á las dos de la tarde del día ocho de Julio de mil ochocientos ochenta y tres. Reunidos en este edificio los indivíduos de la Junta de Caridad, presididos por el señor Gobernador, asociados del Cura Párroco de esta ciudad, del señor don Onofre Durán, comisionado por la Junta de Caridad de Santa Ana para representarla, del Cuerpo Municipal y de muchos caballeros y señoritas que concurrieron el acto, se dió principio á la ceremonia por la bendición del edificio en cuyo acto se entonó un solemne Te-Deum. En seguida pronunció el señor don Rómulo Calderón un lucido discurso por comisión de la Junta, el cual fué leído en el salón principal ante la numerosa concurrencia de caballeros y señoras que se hallaban presentes.

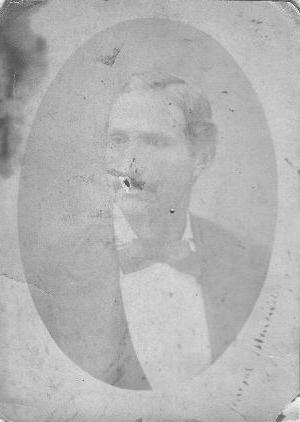
Francisco Menéndez Presidente de la república

En seguida la Junta de Caridad acordó: 1.º Declarar inaugurado el Hospital de Ahuachapán, y abierto desde este día á los enfermos menesterosos que vengan á solicitar su asistencia y protección.
2.º Rendir las gracias al señor Calderón por la buena voluntad con que desempeñó el cometido de la Junta, al señor Doctor don Francisco Llanos por la lucida composición que recitó en el acto y al señor Luis Quinteros que colaboró á su solemnidad con la lectura de un discurso que pronunció después del señor Llanos.

Y no habiendo mas de que tratar se concluyó el acto, firmando el señor Gobernador del Departamento que lo preside y los individuos de la Junta.
Abrahán Castillo Mora.

Francisco Menéndez, Hermano Mayor.
Nicanor Herrera, primer Consiliario.
Simeón Magaña, tercer Consiliario.
Manuel Ariz, cuarto Consiliario.
Juan Antonio Maza, Síndico.

Fernando Encinas, Secretario.

Los primeros doctores que asistieron a los pacientes del nuevo hospital eran los doctores Simeón Magaña, Fernando Salazar, Sixto Padilla y Domingo de León; para mediados de noviembre se habían entrado 33 pacientes y salido 24, 4 pacientes fallecieron y 5 estaban en estado de curación.

## Geografía
El municipio de Ahuachapán está situado a 100 km de distancia de la ciudad capital San Salvador, está limitado al norte por San Lorenzo y la República de Guatemala; al este por San Lorenzo, Atiquizaya y Turín; al sur por Juayúa (Departamento de Sonsonate), Apaneca, Concepción de Ataco y Tacuba; y al oeste por la República de Guatemala. El clima de este municipio varía entre caluroso hacia el norte y el occidente, donde hay muchas llanuras y el clima es benévolo para plantar cereales; y fresco y templado hacia el sur y el oriente de la ciudad de Ahuachapán, donde se inicia una cadena montañosa cuyas tierras son muy propicias para el cultivo del café.
El punto más alto del territorio se encuentran 1.841 m s. n. m. en las coordenadas 13.84123, -89.799562, específicamente en el cerro de Apaneca.

## Hidrografía
El principal río es el río Paz, posee la Laguna el Espino. Posee también otros ríos y quebradas. El río Paz sirve de frontera natural entre El Salvador y Guatemala.

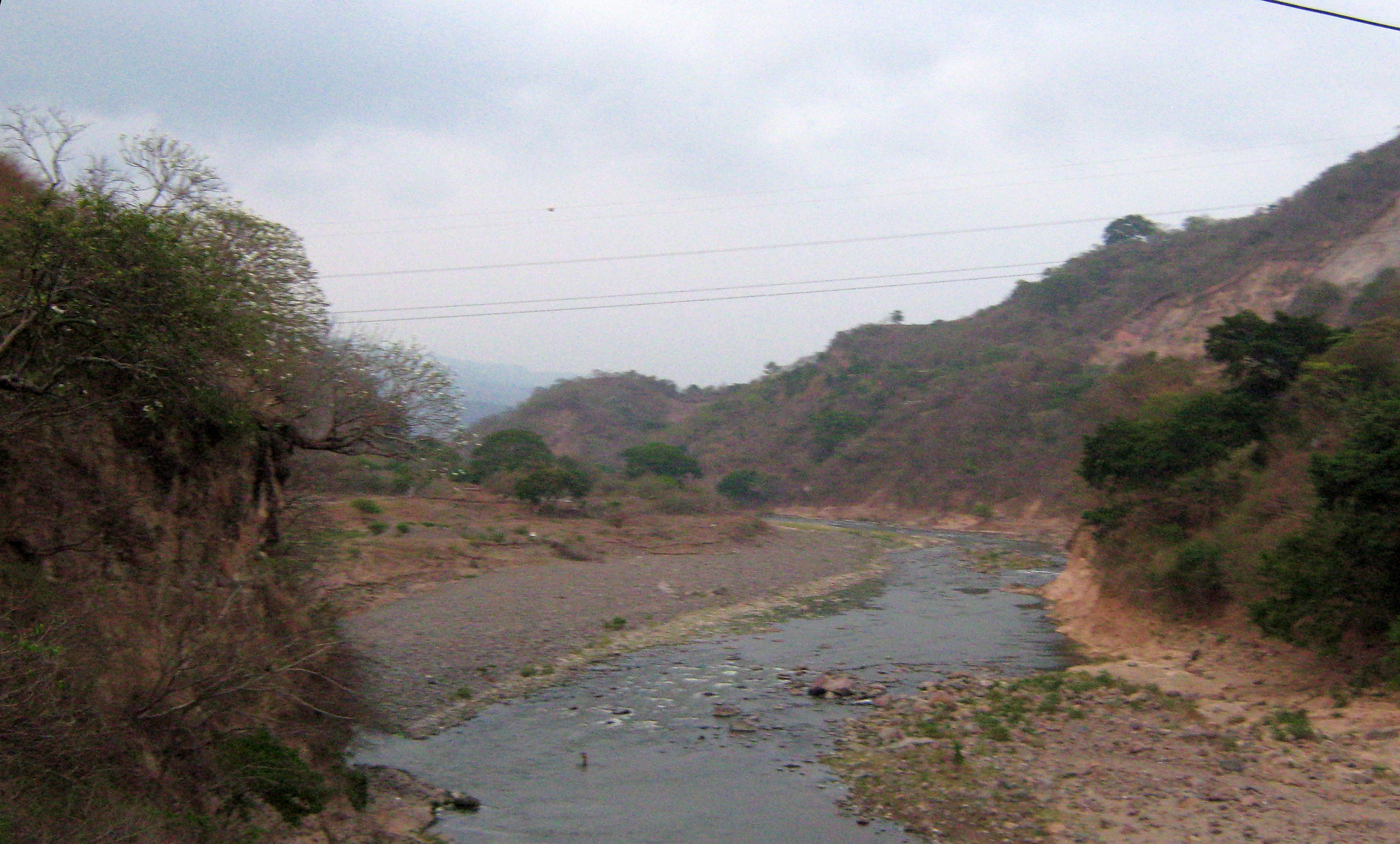
El río Paz.

## División administrativa
Para su administración, el municipio se divide en 29 cantones.
| Puesto | Cantón              | Población |
| ------ | ------------------- | --------- |
| 1      | Área Urbana         | 58 386    |
| 2      | Llano de Doña María | 3 792     |
| 3      | Río Frío            | 3 421     |
| 4      | Las Chinamas        | 3 296     |
| 5      | El Tigre            | 3 265     |
| 6      | Santa Rosa Acacalco | 3 021     |
| 7      | Palo Pique          | 2 709     |
| 8      | La Coyotera         | 2 674     |
| 9      | Llano de la Laguna  | 2 669     |
| 10     | San Lázaro          | 2 355     |
| 11     | El Roble            | 2 143     |
| 12     | Chancuyo            | 1 749     |
| 13     | Los Huatales        | 1 662     |
| 14     | Loma de la Gloria   | 1 653     |
| 15     | Santa Cruz          | 1 641     |
| 16     | La Montañita        | 1 382     |
| 17     | La Danta            | 1 261     |
| 18     | Ashapuco            | 1 211     |
| 19     | Chipilapa           | 1 164     |
| 20     | Los Toles           | 917       |
| 21     | Suntecumat          | 718       |
| 22     | El Barro            | 570       |
| 23     | Los Magueyes        | 557       |
| 24     | El Anonal           | 481       |
| 25     | Guayaltepec         | 453       |
| 26     | Tacubita            | 445       |
| 27     | Cuyanausul          | 425       |
| 28     | San Ramón           | 130       |
| 29     | Nejapa              | 69        |
|        | Ahuachapán          | 110 511   |

## Turismo
Ahuachapán cuenta con varios sitios turísticos, como por ejemplo Los Ausoles, Laguna el Espino, las Lagunas del Llano y de Morán o los saltos de Atehuecillas y de Malacatiupán. Dentro de los puntos de interés en la ciudad, se cuenta con la plaza Mayor, constituida por el parque Central, conocido como parque La Concordia, el edificio de la Alcaldía, moderna estructura con un cierto aire de art deco, reconstruida en la década de los 50, la iglesia parroquial de la Asunción, hermosa edificación de estilo colonial con más de 100 años de antigüedad, y el nuevo punto de la ciudad, el pasaje La Concordia, contiguo a la iglesia. El Pasaje fue recientemente rescatado y remodelado por la Alcaldía de la localidad, siendo una hermosa área peatonal con preciosos y coloridos [murales], una bellísima fuente luminosa que hace las delicias de las familias que desean descansar o simplemente "ver pasar gente", o tomar una deliciosa taza de "café de altura", cultivado en las fincas aledañas (calidad de exportación), acompañado de un delicioso postre o croissant, muffin o algún platillo típico en cualquiera de los pequeños restaurantes, cafés y hostales de los alrededores, los cuales son ideales para conocer la ciudad a pie o a bordo de un "torito" -pequeños vehículos motorizados tipo taxi que acomodan 2 o 3 personas.

## Industria
Las industrias más importantes son: energía geotérmica, el café, textil, fabricación de materiales de construcción. Además Ahuachapán cuenta con numerosos centros turísticos como los son los "termales de Santa Teresa" que son alimentados por las aguas de los ausoles.

## Patrimonio cultural
Posee la iglesia de la Asunción, construida en el siglo XVIII. Dentro de la misma están ubicados los restos del General Francisco Menéndez y también del prócer Isidro Menéndez. Según registros históricos de Ahuachapán, en su localización original, existió un cementerio del pueblo. Además, la primera celebración al Dulce Nombre de Jesús, se realizó el 20 de febrero de 1855, como indican los registros de la iglesia.
El parque Concordia donde se encuentra un monumento a la familia, el parque Francisco Menéndez donde se encuentra erigido el monumento al General Francisco Menéndez, expresidente de la república, una placa de bronce señalando la casa donde vivió el poeta Alfredo Espino, el Arco Durán y la Casa de la Cultura.
Dámaso Aguilar, mismo creador del famoso Arco Durán, a petición de don Onofre Durán, construyó también la casa para don Federico Herrera, donde actualmente esta la Casa de la Cultura de la ciudad de Ahuachapán, quien deseaba una hermosa residencia para recibir y homenajear a importantes personalidades de la época. El inmueble, considerado un patrimonio histórico al igual que el Arco Durán, es un testimonio fiel de la arquitectura de aquella época, cargada de elegancia y ostentosidad. La casa donde ahora se encuentra la casa de la cultura se decía que se había construido porque ahí vendría un presidente a hospedarse. Un personaje importante en la historia de estos monumentos y que casi nadie conoce fue Dámaso Aguilar, quien construyó muchas casas hermosas de esa época y fue el encargado de dar vida a estos maravillosos monumentos que son sin ninguna duda un patrimonio histórico para todos los Ahuachapanecos.

## Tradiciones
La principal tradición es la antesala a la natividad de la Virgen María, que se celebra con los farolitos el cual toma lugar el 7 de septiembre. En tal día los habitantes de la ciudad decoran las calles y casas con farolitos. El 21 de agosto de 2014, la Asamblea Legislativa de El Salvador declaró: “En reconocimiento al esfuerzo de los habitantes de Ahuachapán por mantener la tradición de celebrar desde hace más de 170 años, cada siete de septiembre el Día de los Farolitos, las Diputadas y Diputados acordaron declarar esa celebración “Patrimonio Cultural Inmaterial de El Salvador”.
Además, el municipio realiza sus fiestas patronales en los primeros días del mes de febrero, desde el 3 hasta el 25, en honor al Dulce Nombre de Jesús. Otras tradiciones incluyen el Desfile del Correo, en honor a las fiestas patronales, el Día de la Cruz, entre otros.

## Personalidades reconocidas
- Isidro Menéndez, presbítero y doctor salvadoreño.
- Carlos Castro, novelista.
- Alfredo Espino, poeta.
- Miguel Ángel Espino, novelista.
- Roberto Galicia, pintor.
- Mauricio Linares Aguilar, pintor.
- Barón Castro, escritor, pintor.
- Mario Bencastro, escritor, pintor y novelista.
- Ricardo Trigueros de León, poeta, periodista.

## Sitio web de Alcaldía municipal de Ahuachapán
- www.ahuachapanalcaldiamunicipal.gob.sv
- Cantones del municipio
- Directorio virtual de Negocios de Ahuachapán Archivado el 29 de septiembre de 2020 en Wayback Machine.

- Datos: Q186935
- Multimedia: Ahuachapán / Q186935